# Georges Lini
Pour les articles homonymes, voir Lini.
Georges Lini, né le 25 octobre 1966 et mort le 27 juin 2025, est un comédien, metteur en scène et directeur de théâtre belge.

## Biographie
Georges Lini fait ses études au lycée Maria Assumpta.  En 1995, à l'âge de 29 ans et déjà père de famille, il commence une carrière de comédien au Théâtre de Poche. En 1998, il joue sous la direction de Christian Lombard, Derek_Goldby (en) et, au Théâtre royal du Parc, Gérald Marti. Il est diplômé du Conservatoire royal de Bruxelles en 1999, en obtenant un premier prix.
Il fonde en 1998 la Compagnie Belle de Nuit où il commence à mettre en scène des textes ou des pièces de Jean-Louis Bourdon, Xavier Durringer, Shakespeare, Joe Penhall (en), Micheline Parent (autrice canadienne), Sophie Landresse, Dennis Kelly…
En 2004, il participe comme directeur artistique à l'aventure du ZUT (Zone Urbaine Théâtre) à Molenbeek, aventure qui ne dure que peu d'années mais pendant lesquelles il crée notamment Incendies de Wajdi Mouawad, La Cuisine d’Elvis de Lee Hall, L’Ouest Solitaire de Martin McDonagh.
Ce sont ensuite le Théâtre des Martyrs, l’Atelier Théâtre Jean Vilar, le Théâtre Le Public qui accueillent ses projets. 
En 2018, alors qu'il joue dans le Catilina de Cicéron adapté et mis en scène par Dominique Haumont vingt ans auparavant, interprété Cinna de Pierre Corneille au Parc en 2002, met en scène Britannicus de Jean Racine en 2010, il choisit de monter le Caligula d'Albert Camus à l'Abbaye de Villers-la-Ville.
Ivanov est sa première mise en scène d'Anton Tchekhov (en 2022).
Son dernier rôle date de la saison 2024-2025, dans Ladies Night (en) de Jacques Collard, Anthony McCarten et Stephen Sinclair, où il est dirigé par Daniel Hanssens ; Queen Kong d'après le roman d'Hélène Vignal est sa dernière mise en scène, la même saison.
Il est professeur de théâtre à l'Athénée royal d'Auderghem et chargé de cours aux Conservatoires de Bruxelles et de Mons. 
Il meurt le 27 juin 2025 d'un cancer. L'annonce de son décès par l’agence Belga est immédiatement répercutée dans plusieurs quotidiens belges.

## Distinctions
- Prix Maeterlinck de la critique pour sa mise en scène de La Cuisine d'Elvis de Lee Hall en 2006.
- Prix Maeterlinck de la critique pour sa mise en scène de Tailleur pour Dames de Georges Feydeau en 2018.